# لاسلو هامرل
لاسلو هامرل (انگلیسی: László Hammerl؛ زادهٔ ۱۵ فوریهٔ ۱۹۴۲) تیرانداز اهل مجارستان است.
وی در مسابقات کشوری و بین‌المللی در مجموع برندهٔ ۱ مدال طلا، ۱ مدال نقره، ۱ مدال برنز شده‌است.